# میشل کارگا
میشل کارگا (فرانسوی: Michel Carrega‎؛ زادهٔ ۲۵ سپتامبر ۱۹۳۴) تیرانداز اهل فرانسه بود.
وی همچنین برندهٔ جوایزی همچون لژیون دونور (شوالیه) شده‌است.
وی در مسابقات کشوری و بین‌المللی در مجموع برندهٔ ۱ مدال نقره شده‌است.